# 相家班
相家班（藏語：སངས་རྒྱས་དཔལ་，威利转写：sangs-rgyas dpal，1267年—1314年）即桑结贝，藏族，藏传佛教萨迦派高僧，元朝帝师。

## 生平
相家班是萨斯迦康赛传承，帝师乞剌斯八斡节兒之侄，西夏王室后裔。《红史》称其是第五任帝师扎巴俄色的弟弟的儿子，历任元成宗完泽笃、元武宗曲律、元仁宗普颜笃的帝师，四十八岁时逝于元朝朝廷。
《元史·成宗纪》大德九年三月条载：“以乞剌思八斡节兒侄相家班为帝师。”《元史·释老传》载：大德八年（1304年）“以辇真监藏嗣，又明年卒。相家班嗣，皇庆二年卒。相兒加思巴嗣，延佑元年卒。”相家班和相兒加思巴实际是同一藏文人名的不同译写。此处将该人作为两人，误。可见相家班任帝师的时间是从大德九年（1305年）开始，至延佑元年（1314年）圆寂。